# Famille royale de Suède
La famille royale suédoise (en suédois Svenska kungafamiljen), depuis 1818, se compose d'un certain nombre de personnes de la maison Bernadotte, proches du roi de Suède.
Ces personnes portent des titres royaux et ont le droit au prédicat d'altesse royale.
Avant 1818, la famille royale suédoise était la maison de Holstein-Gottorp, une branche cadette de la maison d'Oldenbourg dynastie qui a gouverné la Suède de 1457 à 1521 (puis par intermittence) et à partir de 1751 jusqu'en 1818. Le dernier prétendant légitime au trône de Suède de cette dernière dynastie juridique était Gustave de Vasa (1799-1877) dont le seul fils (Louis (sv)) allait mourir en bas âge (1832).

## Membres actuels

### Maison royale
Font partie de la maison royale de Suède :
- le roi Charles XVI Gustave (né en 1946)
- la reine Silvia (épouse du roi, née en 1943)
  - la princesse héritière Victoria de Suède, duchesse de Västergötland (fille aînée du roi, née en 1977)
  - le prince Daniel, duc de Västergötland (gendre du roi, né en 1973, époux de la princesse héritière Victoria)
    - la princesse Estelle de Suède, duchesse d'Östergötland (petite-fille du roi, née en 2012, fille de la princesse héritière Victoria)
    - le prince Oscar de Suède, duc de Scanie (petit-fils du roi, né en 2016, fils de la princesse héritière Victoria)

  - le prince Carl Philip de Suède, duc de Värmland (fils du roi, né en 1979)
  - la princesse Sofia, duchesse de Värmland (belle-fille du roi, née en 1984, épouse du prince Carl Philip)
  - la princesse Madeleine de Suède, duchesse de Hälsingland et de Gästrikland (fille cadette du roi, née en 1982), mariée à Christopher O'Neill (né en 1974, il n'est pas membre de la Maison royale)

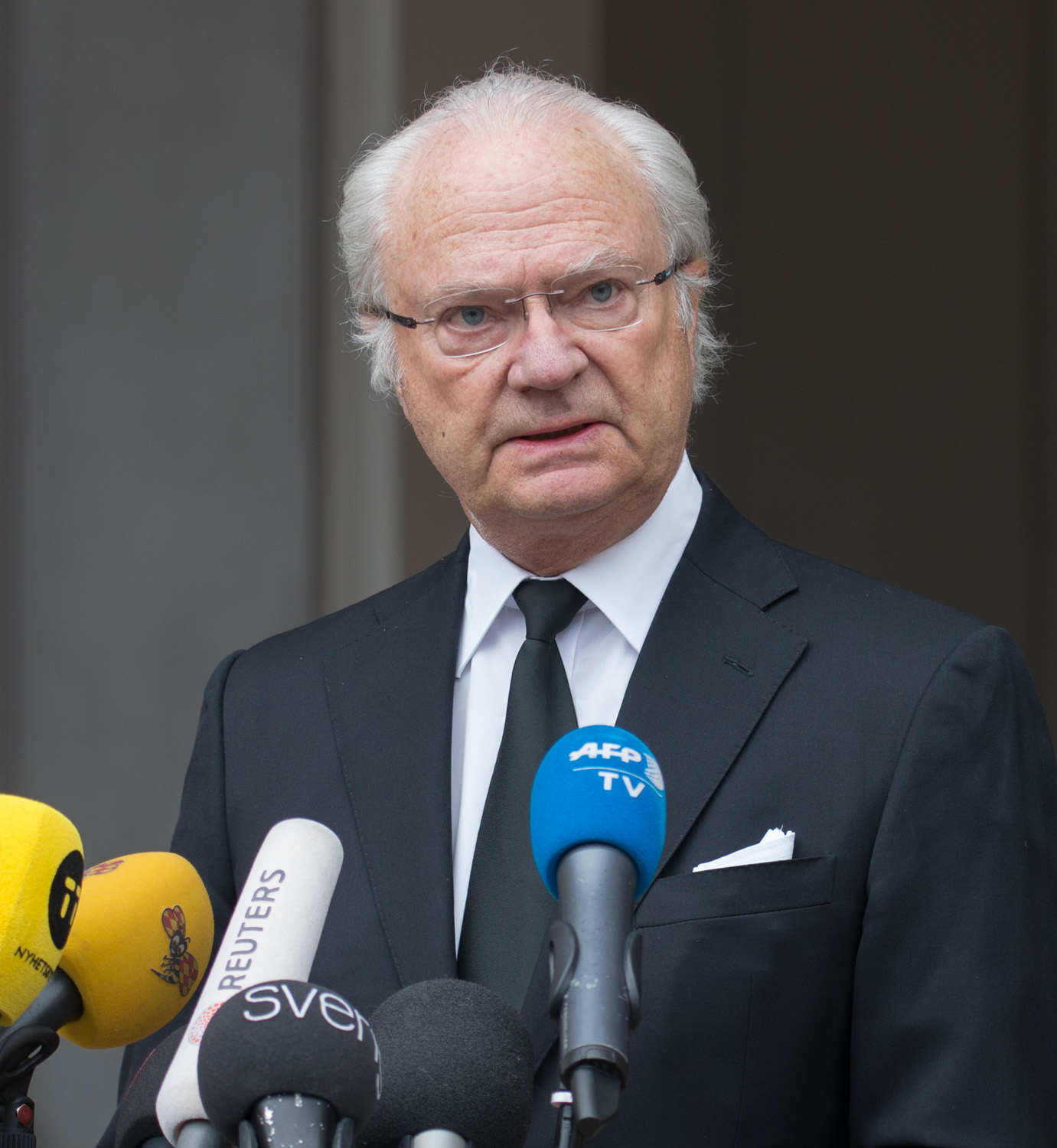
Charles XVI Gustave de Suède
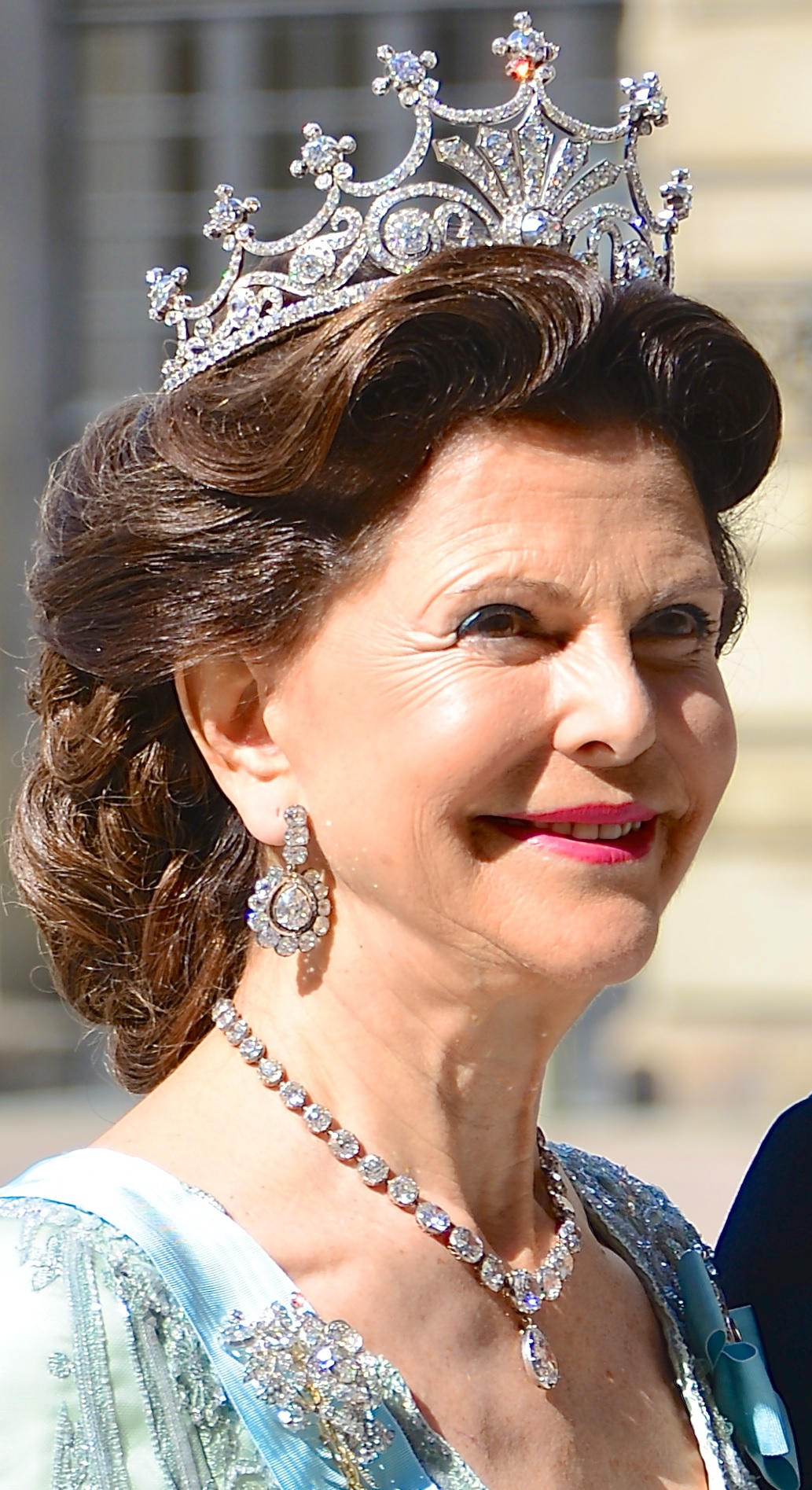
Silvia Sommerlath
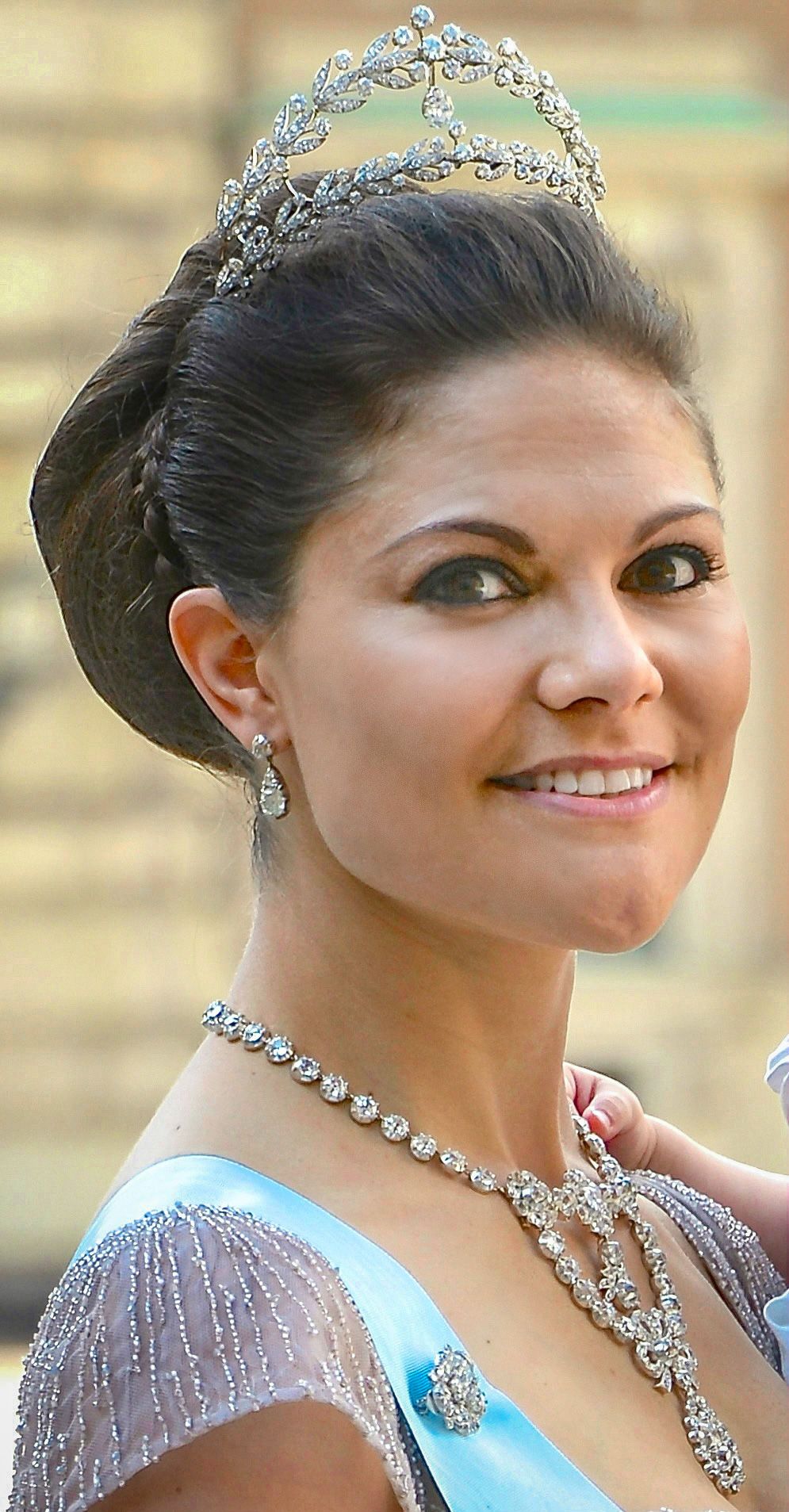
Victoria de Suède
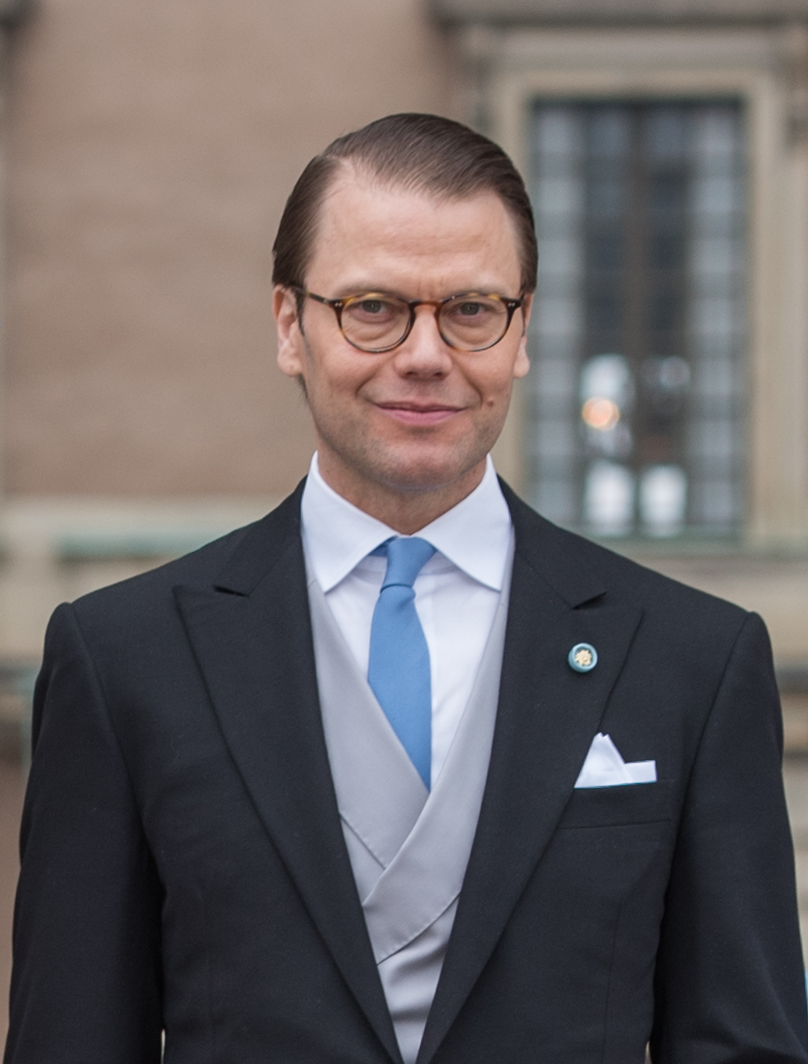
Daniel Westling
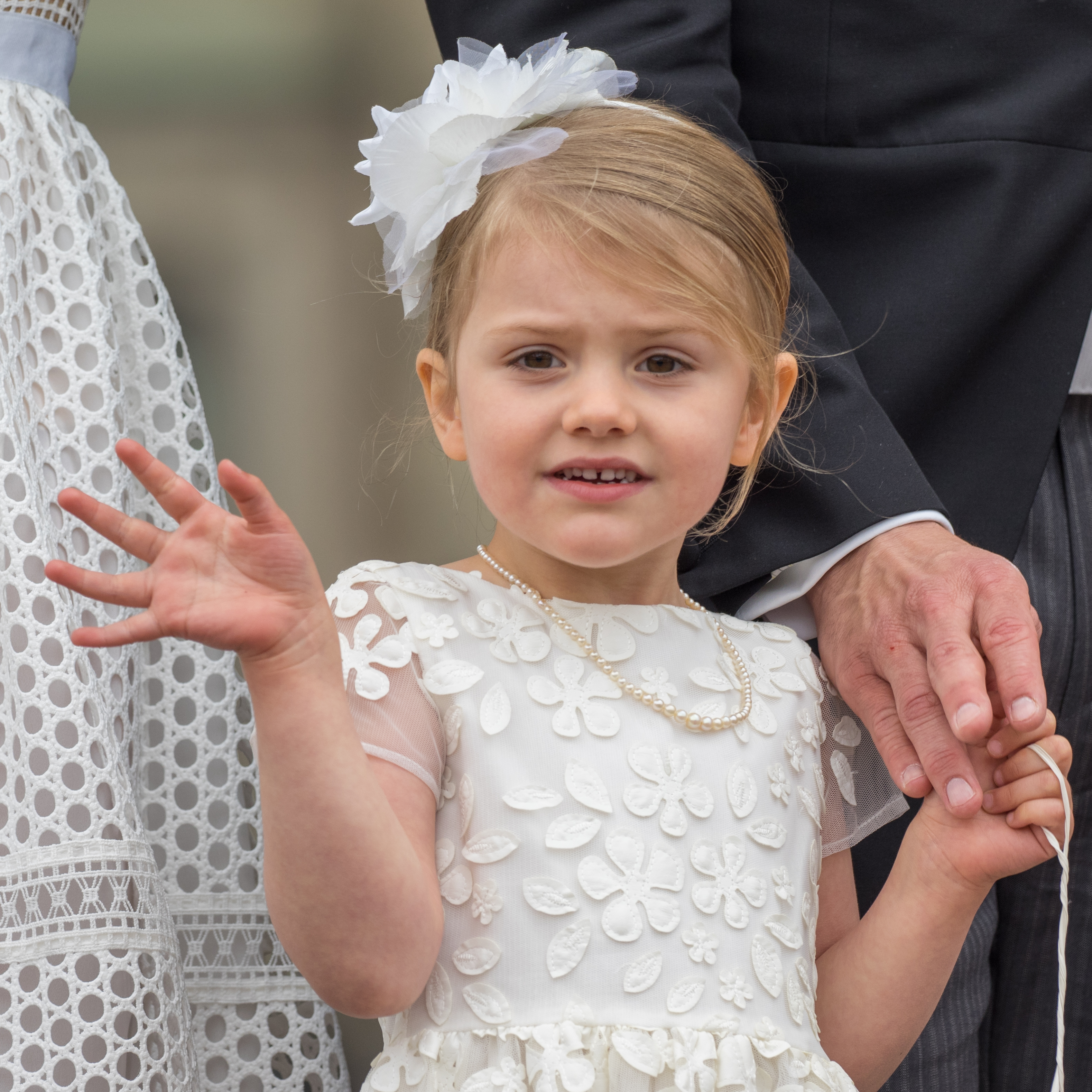
Estelle de Suède

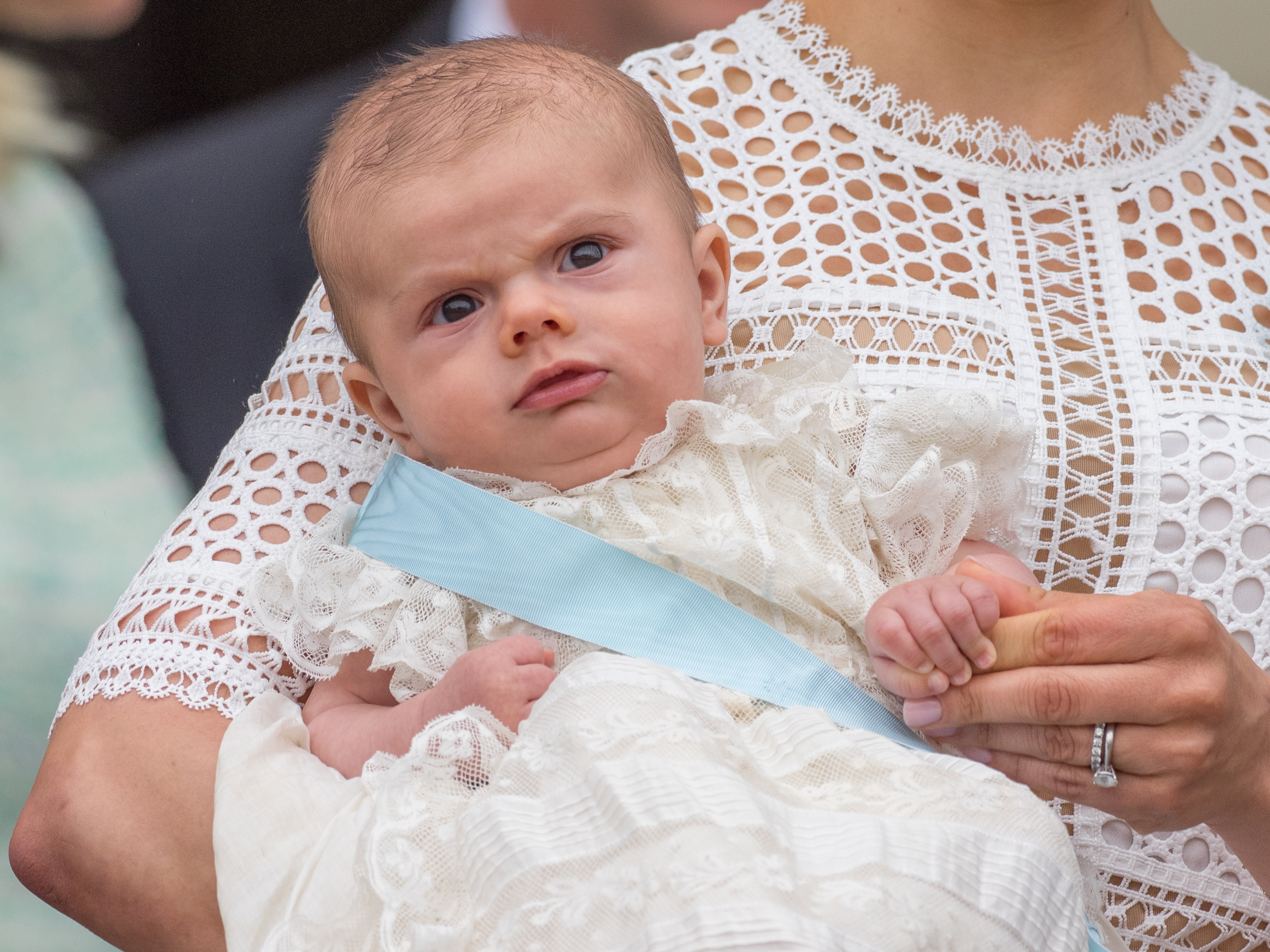
Oscar de Suède
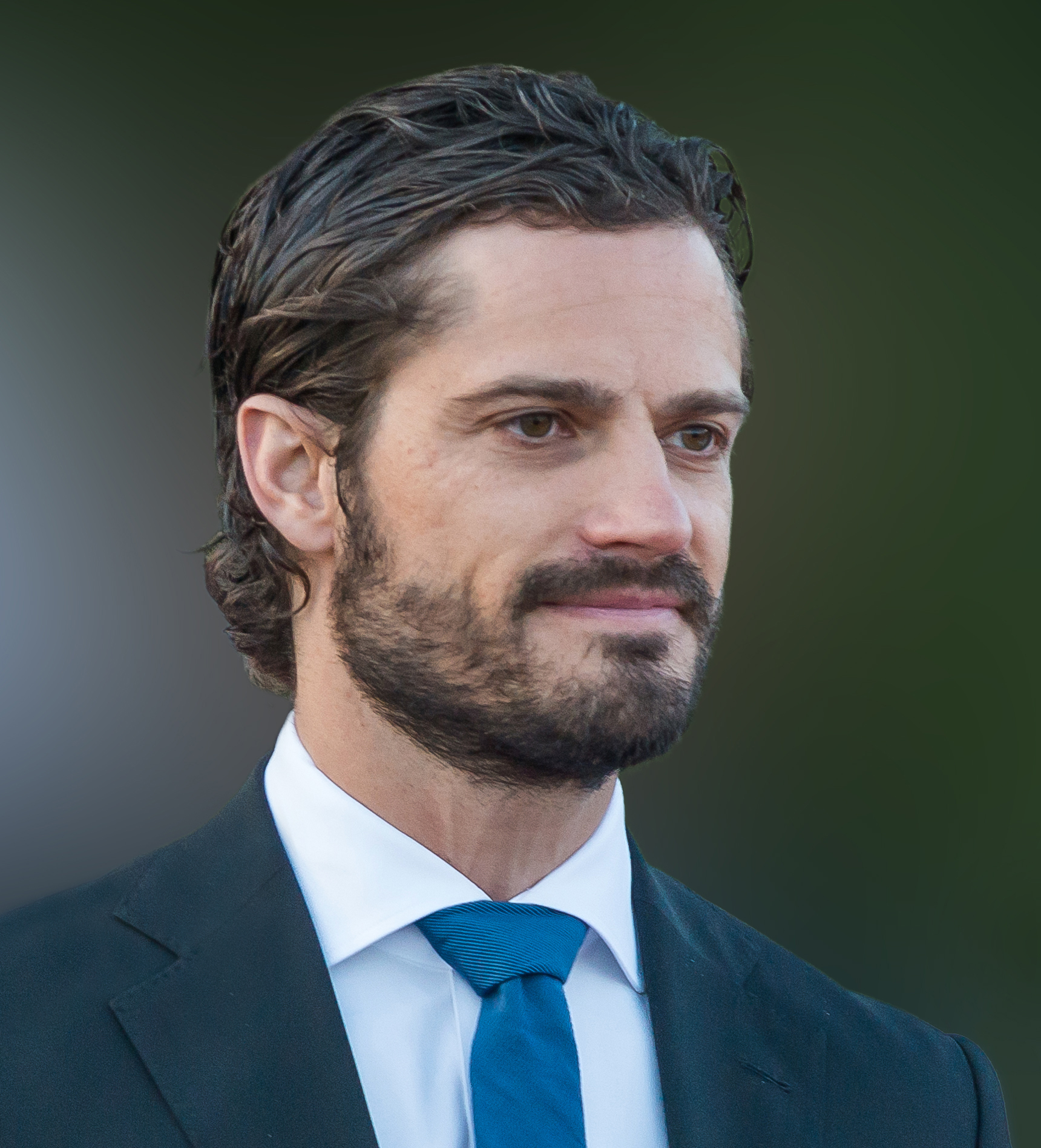
Carl Philip de Suède
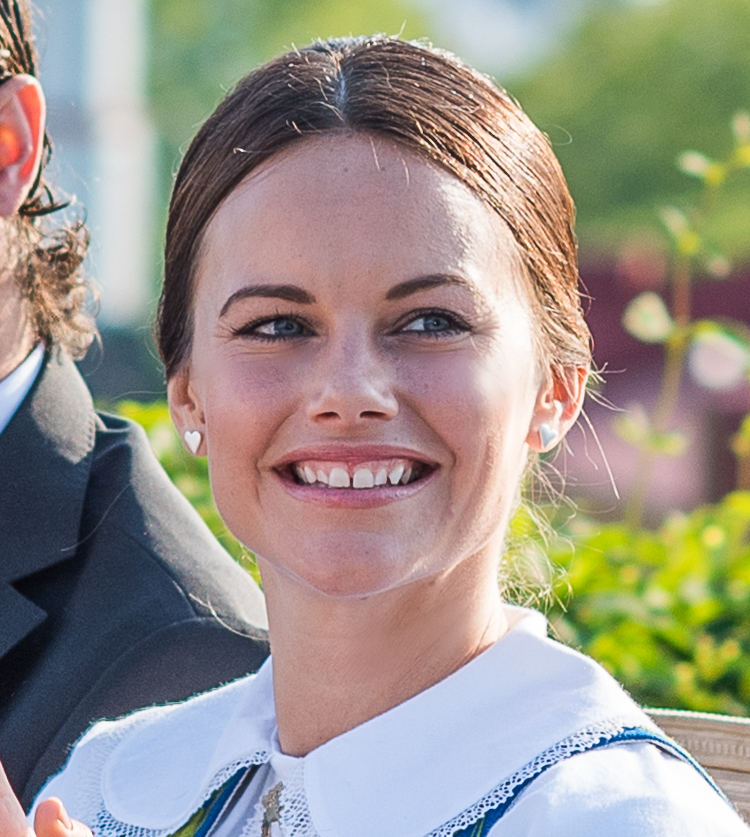
Sofia Hellqvist
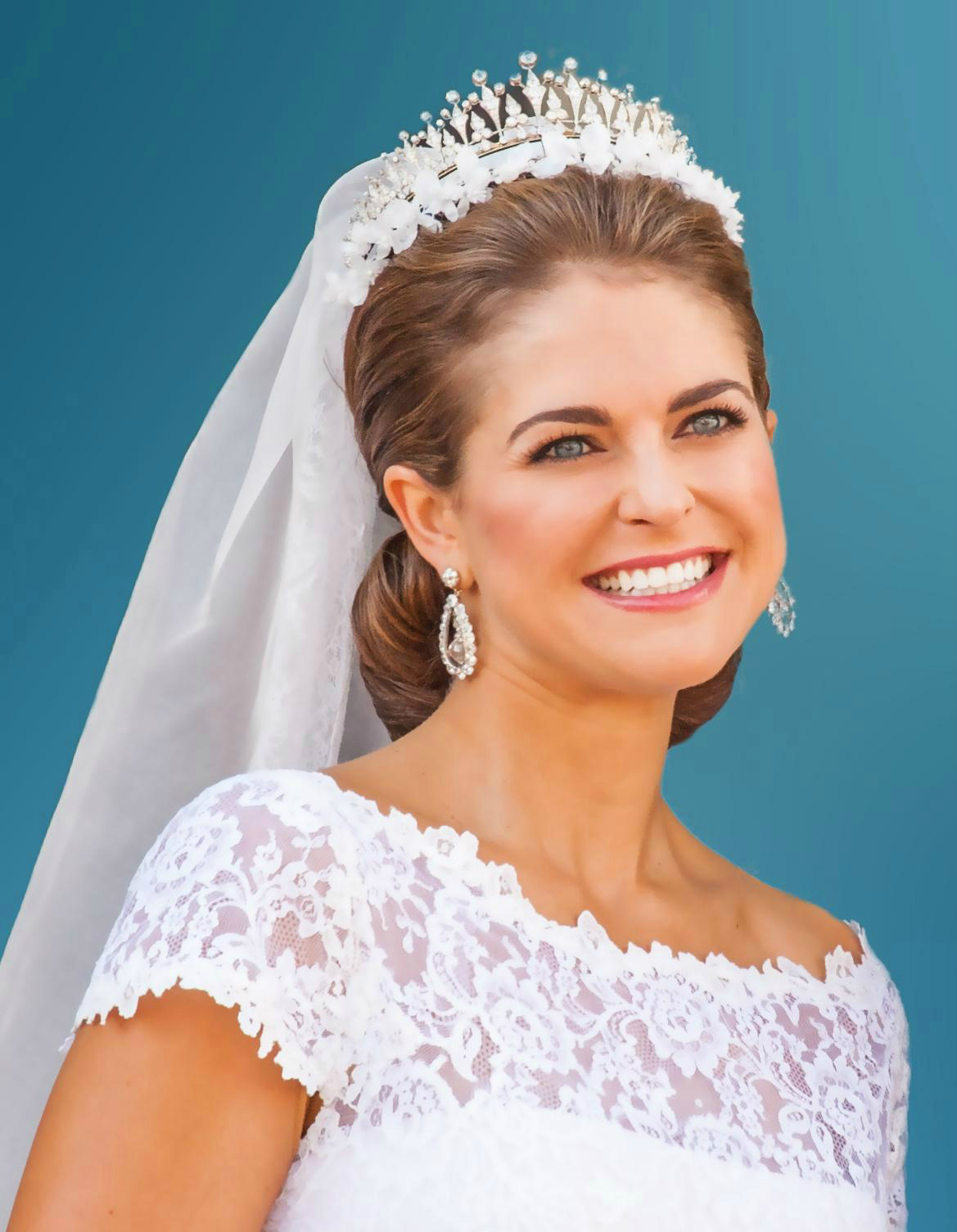
Madeleine de Suède

### Famille royale
Les autres membres de la famille royale sont :
- le prince Alexander de Suède, duc de Södermanland (petit-fils du roi, né en 2016, fils du prince Carl Philip)
- le prince Gabriel de Suède, duc de Dalécarlie (petit-fils du roi, né en 2017, fils du prince Carl Philip)
- le prince Julian de Suède, duc de Halland (petit-fils du roi, né en 2021, fils du prince Carl Philip)
- la princesse Ines de Suède, duchesse de Västerbotten (petite-fille du roi, née en 2025, fille du prince Carl Philip)
- la princesse Leonore de Suède, duchesse de Gotland (petite-fille du roi, née en 2014, fille de la princesse Madeleine)
- le prince Nicolas de Suède, duc d'Ångermanland (petit-fils du roi, né en 2015, fils de la princesse Madeleine)
- la princesse Adrienne de Suède, duchesse de Blekinge (petite-fille du roi, née en 2018, fille de la princesse Madeleine)
- la princesse Margaretha de Suède, Mme Ambler (première sœur du roi, née en 1934), veuve de John Ambler (1924-2008)
- la princesse Désirée de Suède, baronne Silfverschiöld (troisième sœur du roi, née en 1938), veuve du baron Niclas Silfverschiöld (1934-2017)
- la princesse Christina de Suède, Mme Magnuson (quatrième sœur du roi, née en 1943), mariée au consul général Tord Magnuson (né en 1941)

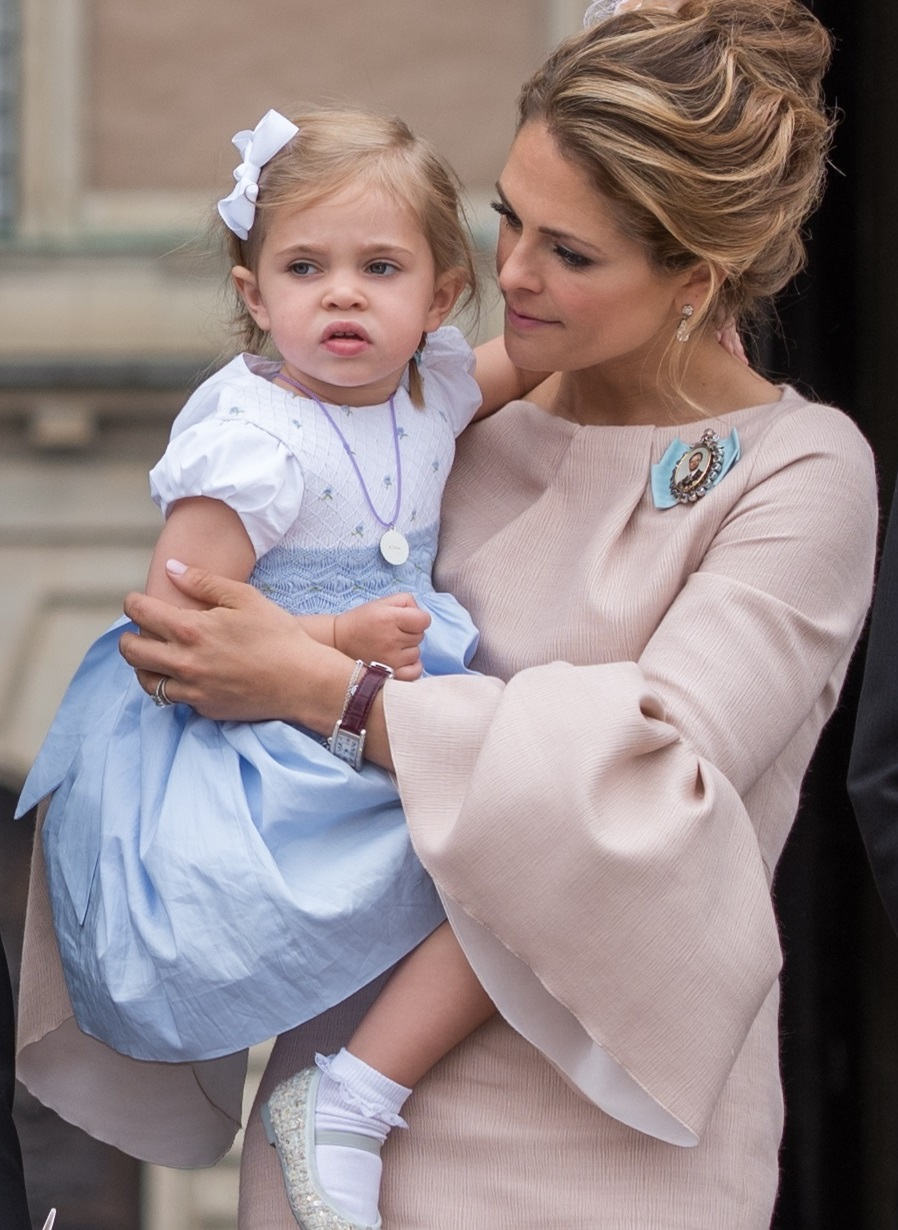
Leonore de Suède
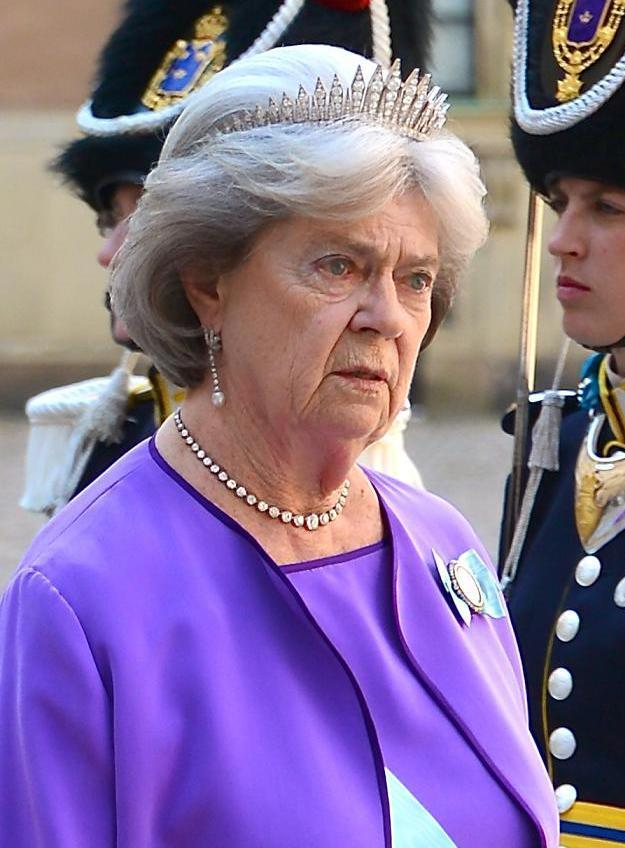
Margaretha de Suède
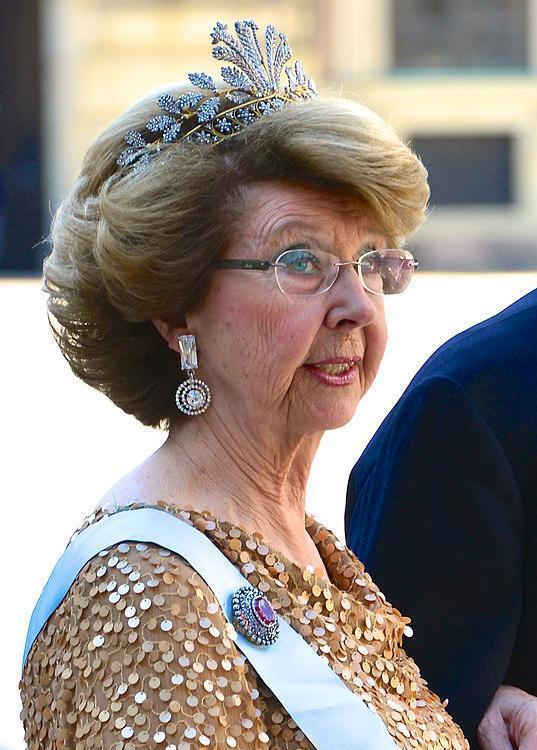
Désirée de Suède
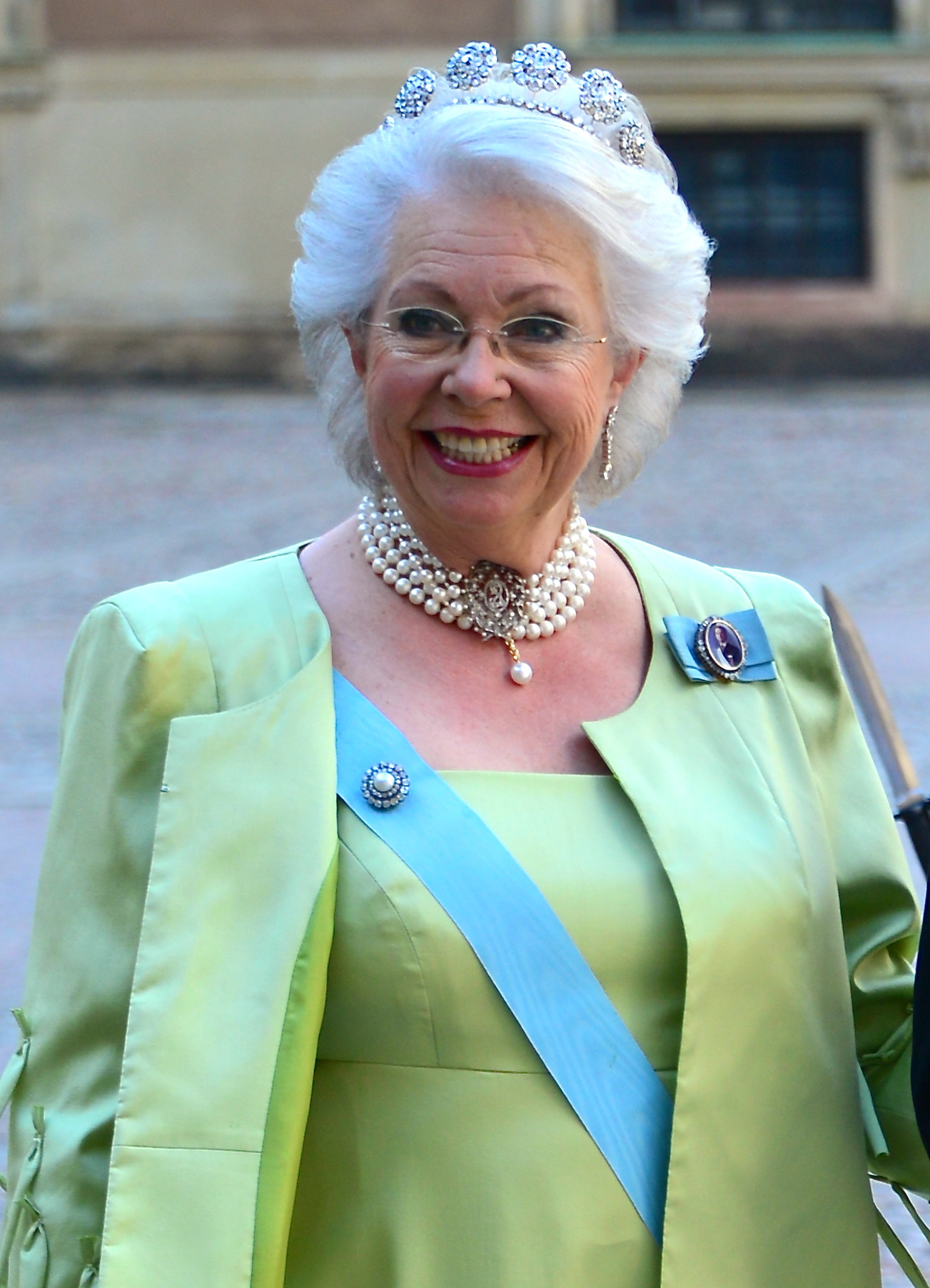
Christina de Suède
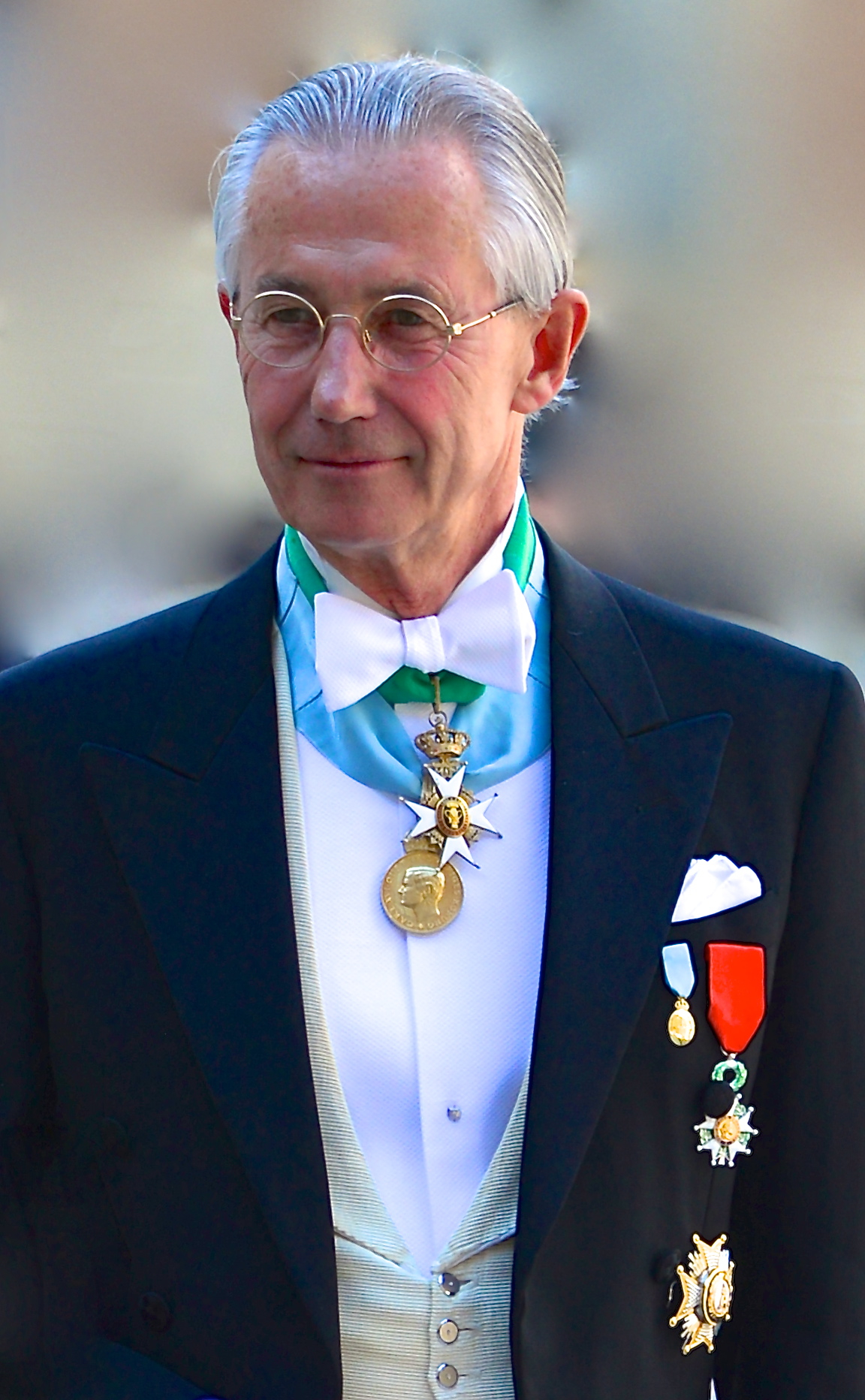
Tord Magnuson